# Petromyscus barbouri
Petromyscus barbouri és una espècie de mamífer rosegador de la família dels nesòmids. És endèmic de la província del Cap Septentrional (Sud-àfrica), on viu a altituds d'entre 100 i 700 msnm. El seu hàbitat natural són les zones rocoses amb matolls suculents. És una espècie en risc mínim, és a dir, no sembla que hi hagi cap amenaça significativa per a la seva supervivència.
L'espècie fou anomenada en honor del zoòleg estatunidenc Thomas Barbour.